# メチロフィルス科
メチロフィルス科（メチロフィルスか、Methylophilaceae）は真正細菌Pseudomonadota門ベータプロテオバクテリア綱スピリルム目の科の一つである。他の全てのPseudomonadota細菌と同様にメンバーは全てグラム陰性菌である。細胞は若干弯曲又は直線的な桿菌である。

## 下位分類（属）
以下の属を含む(2024年9月現在)。

### IJSEMに正式承認されている属
- Methylobacillus　メチロバチルス属

Yordy & Weaver 1977 (IJSEMリストに掲載 1980)
- Methylophilus　メチロフィルス属

Jenkins et al. 1987
- Methyloradius

Miyadera et al. 2022 (IJSEMリストに掲載 2022)
- Methylotenera　メチロテネラ属

Kalyuzhnaya et al. 2006 (IJSEMリストに掲載 2007)、修正　Kalyuzhnaya et al. 2012 (IJSEMリストに掲載 2012)、修正　Lv et al. 2020 (IJSEMリストに掲載 2020)
- Methylovorus　メチロボラス属

Govorukhina & Trotsenko 1991 (IJSEMリストに掲載 1991)、修正　Doronina et al. 2005 (IJSEMリストに掲載 2005)
- Novimethylophilus　ノビメチロフィルス属

Lv et al. 2018 (IJSEMリストに掲載 2018)
- Pseudomethylobacillus　シュードメチロバチルス属

Sheu et al. 2019 (IJSEMリストに掲載 2020)

### Candidatus
- "Candidatus Methylopumilus"

Salcher et al. 2015 (IJSEMリストに掲載 2020)